# 까마까귀
까마까귀는 티베트 불교 까귀파의 한 분파이다. 쇠남린첸의 제자 뒤숨첸빠가 1147년 동부 티베트 리오체 부근의 까마에서 까마댄사 사원을 세운 것이 시작이다. 민중은 뒤숨첸빠를 까마빠로 불렀다.